# Stilobezzia samoana
Stilobezzia samoana är en tvåvingeart som beskrevs av Edwards 1928. Stilobezzia samoana ingår i släktet Stilobezzia och familjen svidknott. Inga underarter finns listade i Catalogue of Life.